# Joseph Stöckle
Joseph Stöckle (* 19. Dezember 1844 in Gutenstein im Donautal; † 27. Mai 1893 in Schwetzingen) war ein deutscher Gymnasiallehrer (Altphilologe) und Schriftsteller. Er war der Begründer des Deutschen Scheffelbundes.

## Leben
Stöckles Eltern waren der Steinhauer Andreas Stöckle (1817–1897) und Philippine Stöckle geborene Vögtle (1821–1897), er war das älteste Kind von sieben Geschwistern. Eingeschult wurde Stöckle in seinem Geburtsort Gutenstein, ab 1854 erhielt er durch den Pfarrverweser von Engelswies, Johannes Abhalter (1823–1894), Privatunterricht in Latein, Griechisch und Hebräisch. Von 1858 an besuchte er das Königliche katholische Gymnasium zu Hedingen in dem säkularisierten Gebäude des Klosters Hedingen bei Sigmaringen, um ab 1859 das „Großherzogliche Lyceum“ in Konstanz zu besuchen.
In Konstanz lernte er Friedrich Wilhelm Graf von Bismarck (1783–1860) sowie den Konstanzer Generalvikar und Bistumsverweser Ignaz Heinrich Freiherr von Wessenberg-Ampringen (1774–1860), aber auch die „Großherzogliche Badische Hofmalerin“ Marie Ellenrieder (1791–1863), die bedeutendste deutsche Malerin ihrer Zeit, persönlich kennen. Ab dem Schuljahr 1860/1861 besuchte Stöckle das „Großherzogliche Lyzeum zu Freiburg im Breisgau“, wo er 1866 erfolgreich sein Abitur ablegte. Im Herbst 1864 traf Stöckle in Hausen im Donautal den von dort stammenden Naturdichter Anton Schlude (1808–1866), den er sehr zu schätzen und in seinen Werken zu würdigen wusste. Zum Wintersemester 1866/67 schrieb er sich als Student der katholischen Theologie an der Universität Freiburg ein und wurde Alumne des „Collegium theologicum“ (eigentlich Collegium Borromaeum) bzw. wurde er in das „Erzbischöfliche Convikt“ aufgenommen. 1868 wurde er Mitglied der „Burschenschaft Alemannia Freiburg“.
Im Juni 1868 wurde Stöckle aus dem „Collegium theologicum“ ausgeschlossen, da er sich „öffentlich skandalös betragen“ hatte. Das Studium der Theologie brach er daraufhin ab, um sich ab dem Wintersemester 1868/69 als Student der Klassischen Philologie an der Freiburger Universität einzuschreiben. Unter seinen dortigen Professoren befand sich auch der Historiker Carl Mendelssohn Bartholdy (1838–1897), ein Sohn des Komponisten Felix Mendelssohn Bartholdy (1809–1847). Zum Sommersemester 1870 immatrikulierte sich Stöckle an der Universität Heidelberg, wo er das Philologiestudium fortsetzte und im Sommer 1871 mit dem Staatsexamen abschloss. Am 1. Oktober 1871 trat er als Lehramtspraktikant in den Schuldienst des Pädagogiums in Pforzheim ein. Mit Erlass des Großherzogs von Baden vom 27. Juli 1875 wurde Stöckle mit „Staatsdienereigenschaft“ zum Professor an der „Großherzoglichen Höheren Bürgerschule“ in Pforzheim ernannt.
Am 6. April 1876 heiratete Stöckle in Kehl-Dorf (seit 1910 eingemeindet nach Kehl) Josefine Ertl (* 14. Juni 1850 in Oberried, † 2. Januar 1929 in Bruchsal). Der erste Sohn, Karl Robert Stöckle, später bekannt als „Peterspfarrer“ von Bruchsal, kam am 18. Januar 1877 († 17. August 1954) zur Welt. Die Tochter Mina Isabella Stöckle wurde am 24. August 1880 († 6. Januar 1962) geboren und der jüngste Sohn Ottfried Waldemar Stöckle, später ein bekannter Zeichner und Glasmaler, kam am 18. Mai 1882 († 9. Juni 1950) zur Welt. Ab 1876 unternahm Stöckle mehrere ausgedehnte Bildungsreisen durch Frankreich, Italien, Österreich und die Schweiz, aber auch immer wieder kreuz und quer durch Deutschland. 1890 berichtete er darüber ausführlich in seinem Werk „Fahrten in die Welt“. 1878 erschien Stöckles erste Veröffentlichung, Der deutsche Unterricht an der höheren Bürgerschule. Im Jahre 1886 wechselte er als Professor an die „Höhere Bürgerschule“ nach Schwetzingen. Bereits ab 1887 zeichneten sich erste Symptome einer schweren Krankheit ab, an der Stöckle früh sterben sollte. 1888 veröffentlichte er „Ich fahr' in die Welt“ - Joseph Victor von Scheffel, der Dichter des fröhlichen Wanderns und harmlosen Genießens, aber auch Werke über das Kloster Beuron und das Obere Donautal. Über den Dichter Joseph Victor von Scheffel (1826–1886) verfasste Stöckle über die Biografie hinaus zahlreiche Aufsätze, er fühlte sich ihm im Geiste verwandt und war ein Connaisseur seiner Werke. Das Jahr 1889 wurde zum veröffentlichungsreichsten für Stöckle, dazu gehörten vor allem seine Erinnerungen aus dem Donauthale.
Der 1889 durch Anton Breitner (1858–1928) in Mattsee bei Salzburg ins Leben gerufene „Scheffelbund in Österreich“ erfreute sich einer so großen Zahl an Mitgliedern, dass Stöckle 1891 in Schwetzingen den Deutschen Scheffelbund gründete und dessen Vorsitz übernahm. Die Ziele des Scheffelbundes definierte Stöckle in den „Akademischen Monatsblättern“ 1892 so: „Kurz gesagt: den vaterländischen Dichter J.V. von Scheffel ehren, seine Werke verbreiten, Scheffel-Erinnerungen pflegen, später, wenn die Mittel hinreichen, auch Preise und Studienbeiträge für Studenten und Künstler aussetzen.“ Programmatisch, im Sinne von Scheffel, sollte der Bund „allen Klassenhass und Massenhass und Rassenhass vermeiden.“. So kam es, dass dem Scheffelbund – was zur damaligen Zeit nicht üblich war – Personen unterschiedlichster Herkunft und Konfession angehörten. Das Protektorat über die deutsche Abteilung übernahm der Erbgroßherzog Friedrich von Baden (1857–1928). Stöckle gab die ersten „Jahrbücher des Scheffelbundes“ heraus und konnte dafür bedeutende Dichter und Schriftsteller seiner Zeit zur Mitarbeit gewinnen, wie z. B. Felix Dahn (1834–1912), Georg Ebers (1837–1898), Ludwig Eichrodt (1827–1892), Johannes Fastenrath (1839–1908), Marie Eugenie Delle Grazie (1864–1931), Wilhelm Jordan (1819–1904), Otto Roquette (1824–1896) oder Peter Rosegger (1843–1918).
1893 veröffentlichte Stöckle sein zu Lebzeiten letztes Werk, Werenwag im Donauthale, und redigierte noch das Scheffeljahrbuch „Nicht rasten und nicht rosten“, um sich sodann zur Behandlung einer Stimmbandtuberkulose in das Sanatorium nach Dürrheim zu begeben. Bereits nach wenigen Tagen brach er die Kur ab und gelangte nur noch mit größter Mühe nach Hause, wo er wenige Tage danach, am 27. Mai, um 15.30 Uhr, in seiner Schwetzinger Wohnung, in der Friedrichstraße 40, im Alter von 48 Jahren im Kreise seiner Familie starb.
Die Beerdigung fand unter großer Beteiligung am 29. Mai 1893 in Schwetzingen statt, ihre Anteilnahme bezeugten neben anderer Prominenz auch der Erbgroßherzog von Baden und die Erbgroßherzogin Marie Valerie von Österreich. Nach dem Zweiten Weltkrieg wurden Stöckles Gebeine und das Grabdenkmal, das ihm der Scheffelbund 1894 errichten ließ, ein aus weißem Marmor gefertigtes Kreuz auf quadratischem Sockel, auf Wunsch der Hinterbliebenen nach Bruchsal überführt, wo sie in der dortigen Familiengrabstätte auf dem zur Pfarrkirche St. Peter gehörenden Friedhof ihren Platz fanden.

## Posthume Ehrungen
- Am 20. November 2007 beschloss der Ortschaftsrat von Gutenstein einstimmig, eine Straße nach Stöckle zu benennen. 2009 wurde im neuen Bebauungsgebiet „Steinreisenäcker“ eine „Joseph-Stöckle-Straße“ angelegt und benannt.
- In Gutenstein wurde im Juni 2008 eine „Gutensteiner Gedenktafel“ (Format DIN-A3 = 297 × 420 mm) am Grundstück der Lindenstraße 1, wo vormals das Geburtshaus Stöckles stand, angebracht.

## Schriften
- Der deutsche Unterricht an der höheren Bürgerschule. 1. Theil: Die Behandlung des Lesebuchs und der Unterricht in den unteren und mittleren Klassen. Frankfurt am Main: Verlag Moritz Diesterweg, 1878.
- Der deutsche Unterricht in den Unterklassen der höheren Bürgerschule, das Lesebuch und dessen Behandlung. Pforzheim: Verlag J.M. Flammer, 1878.
- Der Trompeter von Säckingen von Joseph Victor von Scheffel. Exegetischer Versuch. Frankfurt am Main: Verlag Moritz Diesterweg, 1888.
- „Ich fahr' in die Welt“ - Joseph Victor von Scheffel, der Dichter des fröhlichen Wanderns und harmlosen Genießens. Paderborn: Verlag Ferdinand Schöningh, 1888 (2. Aufl. ebenf. 1888).
- Das Kloster Beuron im Donauthale (mit Illustrationen und Karten). Würzburg & Wien: Leo Woerl's Reisehandbücher, 1888 (3. Auflage 1894).
- Führer durch das obere Donauthal von Donaueschingen bis Sigmaringen nebst Seitenthälern (mit Karten, Plänen und Illustrationen). Würzburg & Wien: Leo Woerl's Reisehandbücher, 1888.
- Führer durch Tuttlingen und Umgebung (mit Karten, Plänen und Illustrationen). Würzburg & Wien: Leo Woerl's Reisehandbücher, 1888.
- Das Heidelberger Schloß und seine Umgebung (mit Karten, Plänen und Illustrationen). Würzburg & Wien: Leo Woerl's Reisehandbücher, 1889. Von dieser Ausgabe erschienen 1889 bei Woerl auch eine französische - Le Château et les environs de Heidelberg - und eine englische - Heidelberg Castle - Übersetzung.
- Führer durch Maulbronn und Umgebung (mit Karten, Plänen und Illustrationen). Würzburg & Wien: Leo Woerl's Reisehandbücher, 1889.
- Führer durch das Nagoldthal von Pforzheim bis Horb nebst Seitenthälern (mit Karten, Plänen und Illustrationen). Würzburg & Wien: Leo Woerl's Reisehandbücher, 1889.
- Führer durch Calw und Umgebung (mit Karten, Plänen und Illustrationen). Würzburg & Wien: Leo Woerl's Reisehandbücher, 1889.
- Führer zum Hohentwiel durch Singen, Radolfzell und die Reichenau (mit Karten, Plänen und Illustrationen). Würzburg & Wien: Leo Woerl's Reisehandbücher, 1889.
- Württemberg in Wort und Bild. Zur Reise und zum Studium (mit 5 Karten und 18 Plänen sowie zahlreichen Holzschnittabbildungen im Text und Städtewappen sowie fast 300 Abbildungen). Würzburg & Wien: Leo Woerl's Reisehandbücher, 1889.
- Erinnerungen aus dem Donauthale. Meßkirch: Verlagsbuchdruckerei Karl Willi, 1889. „Seinen lieben Eltern Andreas Stöckle und Philippina geb. Vögtle in Gutenstein in Liebe und Dankbarkeit gewidmet vom Verfasser.“
- Friedrich Wilhelm Webers „Dreizehnlinden“ und Joseph Victor von Scheffels „Ekkehard“. Eine Parallele. Frankfurt am Main & Luzern: Verlag A. Foesser Nachf., 1890 („Frankfurter zeitgemäße Broschüren“ N.F. 11, 9).
- Grundriß einer Geschichte der Stadt, des Schlosses und des Gartens von Schwetzingen. Schwetzingen: Verlag G.W. Moriell'sche Hofbuchdruckerei, Commissionsverlag bei Carl Schwab, 1890. Ein unveränderter Nachdruck der Ausgabe von 1890 erschien in der Reihe „Schriften des Stadtarchivs Schwetzingen“, Nr. 15, hrsg. vom Bürgermeisteramt Schwetzingen, mit einem Vorwort von Wilhelm Heuß. Schwetzingen: 1980; 2. Auflage 1985.
- Fahrten in die Welt. Reiseerinnerungen. Bilder aus der kleinen und großen Welt, gezeichnet von einem fahrenden Schüler. Meßkirch: Verlagsbuchdruckerei Karl Willi, 1890.
- Die Mettnau bei Radolfzell. In: Schriften des Vereins für Geschichte des Bodensees und seiner Umgebung, 20. Jg. 1891, S. 75–103 (Digitalisat), auch separat Lindau im Bodensee: Kommissionsverlag von Johann Thomas Stettner, 1891.
- Jahresbericht des Scheffelbundes. Jahrgang 1891. Mit belletristischen Beilagen in Vers und Prosa. Salzburg: Selbstverlag des Scheffelbundes, Buchdruckerei R. Kiesel, 1891.
- Vom deutschen Versailles. Plaudereien im Schwetzinger Schloßgarten. Mannheim: Verlag J. Bensheimer, 1892.
- Werenwag im Donauthale. Mit der Beigabe: Auszüge und Bemerkungen aus den Fremdenbüchern. Nach den Quellen bearbeitet. Meßkirch: Verlagsbuchdruckerei Karl Willi, 1893.
- Skizzen und Bilder aus Liebenzell. Pforzheim: Verlag Georg Bujard, 1906. Mit einem Portraitfoto von Joseph Stöckle post festum herausgegeben und mit einer Vorbemerkung (biografischen Angaben und Entstehungsgeschichte) versehen von Georg Bujard.

### Co-Autorenschaften
- Scheffel-Gedenkbuch. Aus Anlass der Gründung des Scheffel-Bundes in Oesterreich herausgegeben vom Scheffel-Bund. Wien: A. Hartleben's Verlag, 1890. Darin von Stöckle: Der Gutsherr von Seehalte und Mettnau im Kampfe mit den Reichenauern Fischern. Gedicht in neun Strophen; S. 102–104.
- „Nicht rasten und nicht rosten“ - Jahrbuch des Scheffel-Bundes in Oesterreich für 1891. Wien: A. Hartleben's Verlag, 1891. Darin von Stöckle: Dichter und Sänger: I. Auf Seehalde; II. Auf der Mettnau. Gedicht in achtzehn Strophen; S. 122–124.
- „Nicht rasten und nicht rosten“ - Jahrbuch des Scheffelbundes für 1904. Leipzig & Wien: Verlag des Scheffelbundes, 1905. Darin - weiland - von Stöckle: Scheffel im Münchener Krokodil; S. 43–46.

### Herausgeberschaften
- „Nicht rasten und nicht rosten“ - Jahrbuch des Scheffelbundes für 1892. Stuttgart: Verlag Adolf Bonz & Comp., 1892
- „Nicht rasten und nicht rosten“ - Jahrbuch des Scheffelbundes für 1893. Stuttgart: Verlag Adolf Bonz Comp., 1893.
- Illustrierter Vaterlandskalender auf das Jahr 1892. Zur Belehrung und Unterhaltung für Stadt und Land. Ein historisches Jahrbuch für das deutsche Volk. Würzburg: Verlag Leo Woerl, 1891.
- Illustrierter Vaterlandskalender auf das Jahr 1893. Zur Belehrung und Unterhaltung für Stadt und Land. Ein historisches Jahrbuch für das deutsche Volk. Würzburg: Verlag Leo Woerl, 1892.